# لي وونغ-هي
لي وونغ-هي (هانغل: 이웅희) هو لاعب كرة قدم كوري جنوبي في مركز قلب الدفاع، ولد في 18 يوليو 1988 في دايجون في كوريا الجنوبية. لعب مع نادي سول.

## وصلات خارجية
- لي وونغ-هي على موقع دوري كوريا الجنوبية (الإنجليزية)
- لي وونغ-هي على موقع قاعدة بيانات كرة القدم.إي يو (الإنجليزية)
- لي وونغ-هي على موقع Soccerway.com (الإنجليزية)